# Nototriton tomamorum
Nototriton tomamorum es una especie de salamandras en la familia Plethodontidae.
Endémica de la zona fronteriza entre los departamentos de Yoro y Atlántida en Honduras.
Su hábitat natural son los bosques nublados.